# St. Leonhard (Traidendorf)

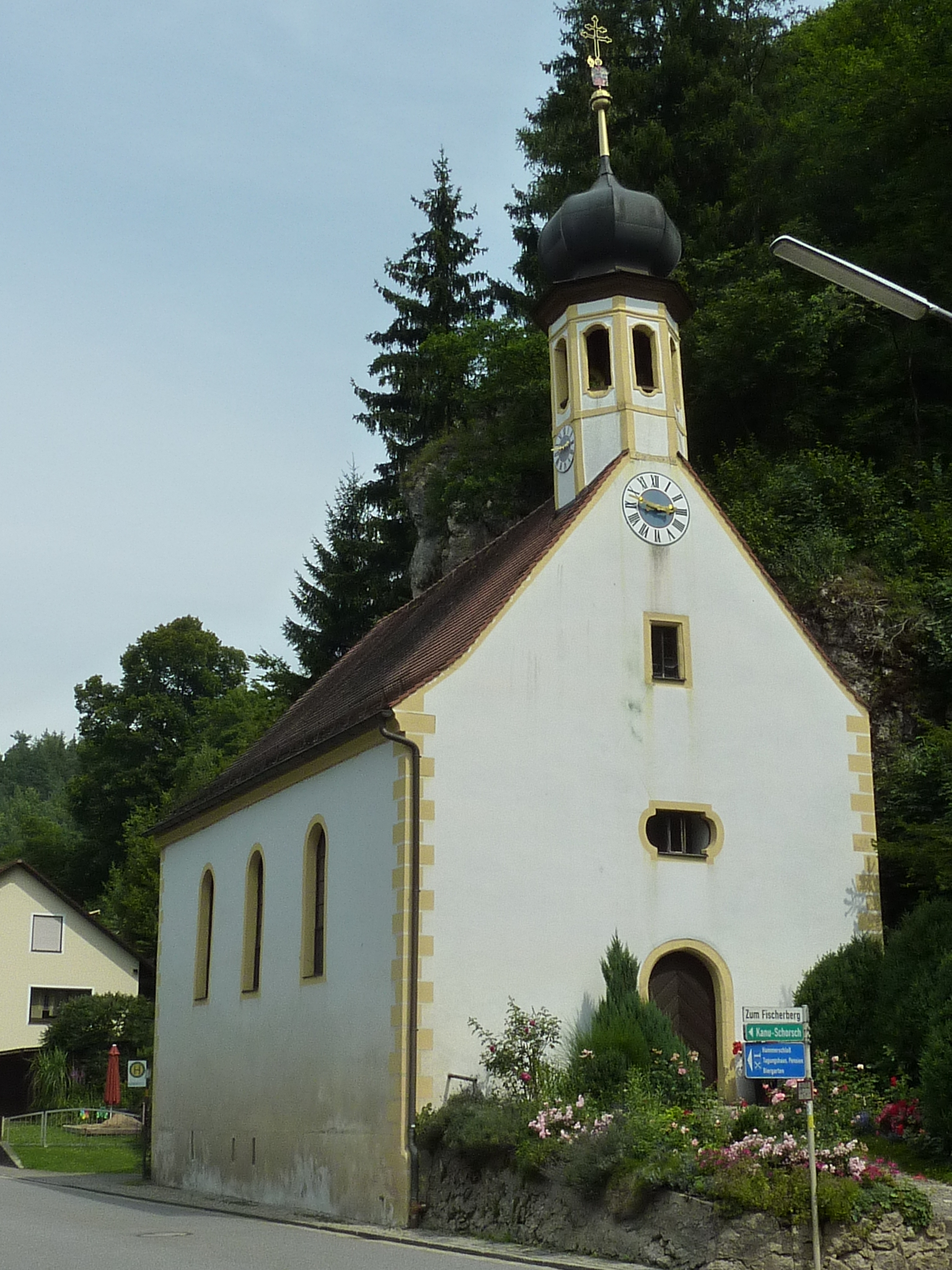
St. Leonhard (Traidendorf)

Die römisch-katholische, denkmalgeschützte Filialkirche St. Leonhard steht in Traidendorf, einem Gemeindeteil des Marktes Kallmünz im Landkreis Regensburg in der Oberpfalz. Sie ist dem Bistum Regensburg zugeordnet. Das Bauwerk ist unter der Denkmalnummer D-3-75-156-79 als Baudenkmal in die Bayerische Denkmalliste eingetragen. Kirchenpatron ist der Hl. Leonhard.

## Beschreibung
Die um 1684/85 erbaute traufständige, rechteckige Saalkirche besteht lediglich aus einem Langhaus. Aus dem Satteldach erhebt sich im Westen ein achteckiger Dachreiter, der mit einer Zwiebelhaube bedeckt ist.
Der Innenraum ist mit einer Flachdecke überspannt. Die spätgotischen, hölzernen Statuen von Maria und Johannes dem Täufer werden Erasmus Grasser zugeschrieben. 